# Afghanistan-Konferenz 2010

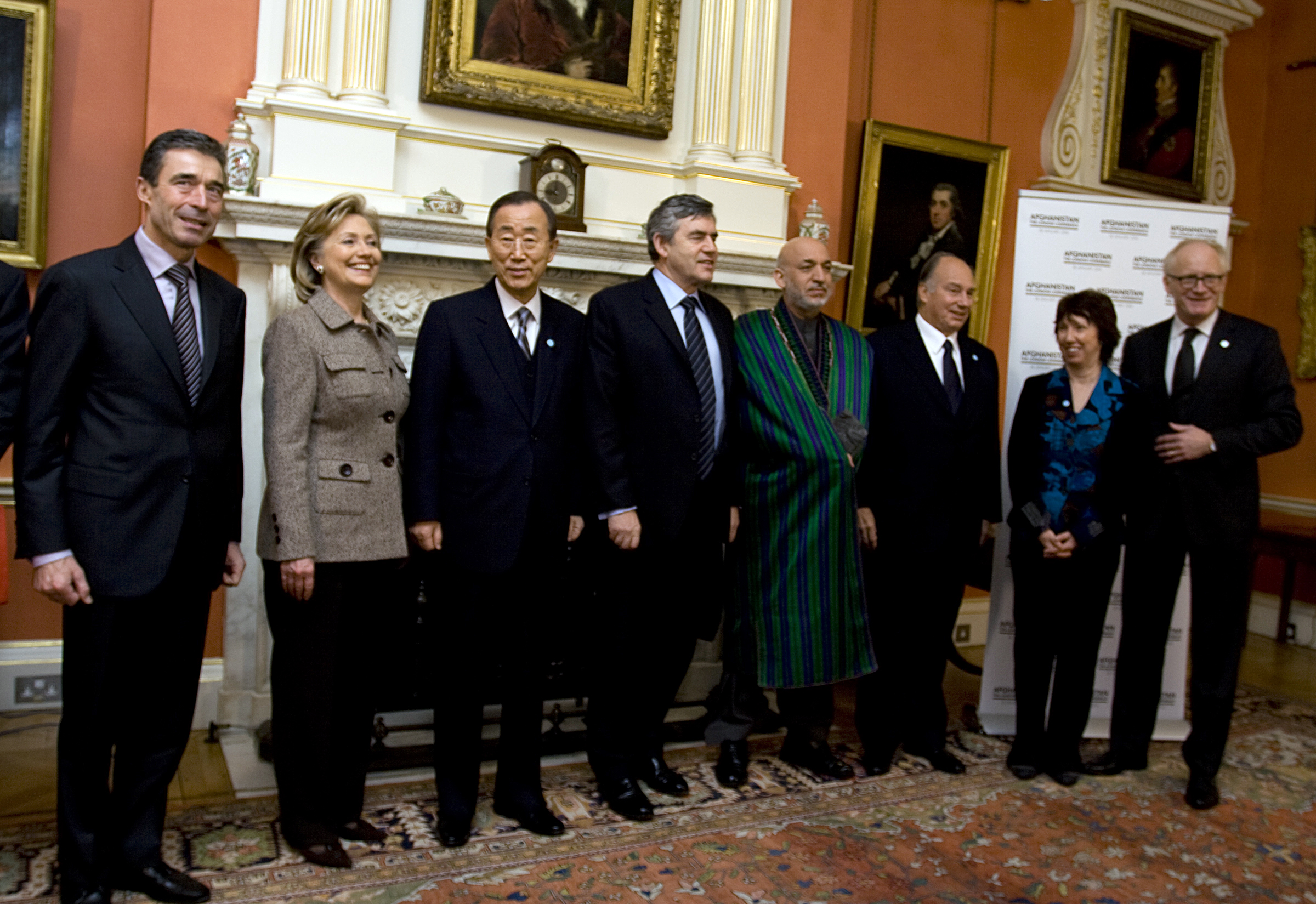
Der UN-Generalsekretär und mehrere Staats- und Regierungschefs bei der Internationalen Afghanistan-Konferenz 2010 in London

Die Afghanistan-Konferenz 2010 fand am 28. Januar 2010 in London statt. Als Ziel der Konferenz wurde angegeben, die seit 2001 währende sogenannte Sicherheits- und Aufbaumission ISAF zu überprüfen und konkrete, überprüfbare Missionsziele zu definieren. In diesem Zusammenhang sollte auch die Übergabe der Verantwortung an die afghanische Armee sowie ein Zeitplan für den Abzug der internationalen Streitkräfte diskutiert werden. Zur Erreichung der definierten Ziele war im Vorfeld eine Truppenaufstockung nicht ausgeschlossen worden.
Teilnehmer waren der UN-Generalsekretär Ban Ki Moon, mehrere Staats- und Regierungschefs der ISAF-Teilnehmerstaaten, der Präsident der Islamischen Republik Afghanistan Hamid Karzai und regionale Spitzenpolitiker. Die Konferenz verabschiedete als Abschlussdokument eine Erklärung, die sich am Afghanistan Compact von 2006 orientierte, diesmal aber einen Dialog zwischen Afghanistan und der Terrororganisation der Taliban in Aussicht stellte.
Im Vorfeld der Afghanistan-Konferenz hatte Präsident Karzai den Wunsch geäußert, der Konferenz ein „afghanisches Gesicht zu verleihen“ und diese in Kabul stattfinden zu lassen. Mit Hinweis auf ein zu hohes Sicherheitsrisiko wurde der Wunsch von zahlreichen westlichen Diplomaten abgelehnt. Im Juli 2010 fand jedoch eine internationale Konferenz in Kabul statt, auf der mit dem Kabul-Prozess der Nachfolger des Afghanistan Compact verabschiedet wurde.